# 三浦豪
三浦 豪（みうら ごう、1990年11月17日 - ）は、日本のラグビー選手。

## プロフィール
- 東京都出身[1]。
- ポジションはフランカー(FL)。
- 身長 175cm、体重 95kg
- ニックネームはごー、ぐー。
- 双子兄弟の嶺もラグビー選手[2]（現・NTTコミュニケーションズシャイニングアークス）。

## 来歴
2009年、成蹊高校卒業後、成蹊大学に入る。
2013年、成蹊大学卒業後、NTTドコモレッドハリケーンズに加入。
2016年1月9日に行われたジャパンラグビートップリーグ順位決定トーナメント第1節のHonda HEAT戦に先発出場で公式戦初出場を果たした。
2018年、NTTドコモレッドハリケーンズを退団した。